# Bryhnia brachycladula
Bryhnia brachycladula är en bladmossart som beskrevs av Jules Cardot 1912. Bryhnia brachycladula ingår i släktet Bryhnia och familjen Brachytheciaceae. Inga underarter finns listade i Catalogue of Life.